# Lijst van rijksmonumenten in Eemnes
De plaats Eemnes telt 42 inschrijvingen in het rijksmonumentenregister. Hieronder een overzicht. 
| Object | Oorspronkelijke functie? | Bouwjaar                     | Architect                                                                           | Locatie               | Coördinaten?                  | Nr.?   | Afbeelding |
| --- | ------------------------ | ---------------------------- | ----------------------------------------------------------------------------------- | --------------------- | ----------------------------- | ------ | --- |
| Kerkstraat 1; Pand waarvan de voorgevel aan de kerkstraatzijde in 1961/1962 is gerestaureerd en van belang is wegens de oudheidkundige waarde                                                            | Woonhuis                 | 18e eeuw                     |                                                                                     | Kerkstraat 1          | 52° 15' 7" NB, 5° 16' 0" OL   | 14495  | Meer afbeeldingen |
| Kerkstraat 2; Huis met topgevels, rietgedekt | Boerderij                | 18e eeuw                     |                                                                                     | Kerkstraat 2          | 52° 15' 8" NB, 5° 16' 0" OL   | 14496  | Meer afbeeldingen |
| Kerkstraat 2A; Huis met topgevel | Boerderij                | 17e eeuw                     |                                                                                     | Kerkstraat 2A         | 52° 15' 8" NB, 5° 15' 60" OL  | 14497  | Meer afbeeldingen |
| Kerkstraat 3A; Pand met sobere topgevel, een geheel vormt met die van het buurnummer 3 | Woonhuis                 | 18e eeuw                     |                                                                                     | Kerkstraat 3A         | 52° 15' 7" NB, 5° 15' 59" OL  | 14498  | Meer afbeeldingen |
| Kerkstraat 3; Pand waarvan de gevel, een geheel vormt met die van het buurnummer 3A | Woonhuis                 | 18e eeuw                     |                                                                                     | Kerkstraat 3          | 52° 15' 7" NB, 5° 15' 60" OL  | 14499  | Meer afbeeldingen |
| Kerkstraat 4; Gepleisterd huis, topgevel rechter deel vooruitspringend | Woonhuis                 | 17e eeuw                     |                                                                                     | Kerkstraat 4          | 52° 15' 8" NB, 5° 15' 60" OL  | 14500  | Meer afbeeldingen |
| Kerkstraat 5; Pand met topgevel met ronde en ovale vensters | Boerderij                | 18e eeuw                     |                                                                                     | Kerkstraat 5          | 52° 15' 7" NB, 5° 15' 59" OL  | 14501  | Meer afbeeldingen |
| Kerkstraat 6; Pand met topgevel | Boerderij                | 1869                         |                                                                                     | Kerkstraat 6          | 52° 15' 8" NB, 5° 15' 59" OL  | 14502  | Meer afbeeldingen |
| Kerkstraat 7; Laag langgerekt huis met topgevel | Boerderij                | 18e eeuw                     |                                                                                     | Kerkstraat 7          | 52° 15' 7" NB, 5° 15' 57" OL  | 14503  | Meer afbeeldingen |
| Kerkstraat 8; Pand met topgevel | Woonhuis                 | 18e eeuw                     |                                                                                     | Kerkstraat 8          | 52° 15' 8" NB, 5° 15' 58" OL  | 14504  | Meer afbeeldingen |
| Kerkstraat 10; Pand met topgevel | Woonhuis                 | 18e eeuw                     |                                                                                     | Kerkstraat 10; 12     | 52° 15' 8" NB, 5° 15' 58" OL  | 14505  | Meer afbeeldingen |
| Sint-Nicolaaskerk; Nederlands Hervormde Kerk | Kerk en kerkonderdeel    | ca. 1500                     | P.H.N. Briët E.A. Canneman W. Schepens P.D. v. Vliet C.B. Posthumus Meyer A. Mulder | Kerkstraat 16         | 52° 15' 8" NB, 5° 15' 55" OL  | 14506  | Meer afbeeldingen |
| Toren van de Sint-Nicolaaskerk; Toren van de Nederlands Hervormde Kerk | Kerk en kerkonderdeel    | 1501                         |                                                                                     | Kerkstraat bij 16     | 52° 15' 8" NB, 5° 15' 55" OL  | 14507  | Meer afbeeldingen |
| Meentweg 11; Boerderij van langhuistype, voorgevel met vlechtingen gemetseld, voordeur in het midden en aan weerszijden zesruitsschuifvensters                                                           | Boerderij                | eind 18e eeuw                |                                                                                     | Meentweg 11           | 52° 15' 15" NB, 5° 16' 1" OL  | 14508  | Meer afbeeldingen |
| Meentweg 19; Boerderij van het landhuistype, voorgevel met vlechtingen gemetseld, voordeur in het midden en aan weerszijden 6-ruitsschuifvensters met luiken behangen                                    | Boerderij                | ca. 1690                     |                                                                                     | Meentweg 19           | 52° 15' 17" NB, 5° 16' 2" OL  | 14509  | Meer afbeeldingen |
| Meentweg 37; Forse boerderij van het langhuistype | Boerderij                | 1864 (jaartalankers)         |                                                                                     | Meentweg 37           | 52° 15' 22" NB, 5° 16' 4" OL  | 14510  | Meer afbeeldingen |
| Mariahoeve; Boerderij van het langgeveltype, met door verhouding ontstane onregelmatige kopgevel, met vlechtingen gemetseld                                                                              | Boerderij                | ca. 1675                     |                                                                                     | Meentweg 43           | 52° 15' 25" NB, 5° 16' 5" OL  | 14511  | Meer afbeeldingen |
| Meentweg 45; Boerderij langhuistype, lage topgevel, oude roedenindeling vensters met luiken, deels smalle vensters met halve luiken, met riet gedekt                                                     | Boerderij                | 18e eeuw                     |                                                                                     | Meentweg 45           | 52° 15' 25" NB, 5° 16' 6" OL  | 14512  | Meer afbeeldingen |
| Meentweg 47; Forse boerderij van het langhuistype | Boerderij                | 1877                         |                                                                                     | Meentweg 47           | 52° 15' 27" NB, 5° 16' 7" OL  | 14513  | Meer afbeeldingen |
| Meentweg 71; Forse boerderij van het langhuistype, de topgevel met vlechtingen gemetseld | Boerderij                | 1866                         |                                                                                     | Meentweg 71A          | 52° 15' 44" NB, 5° 16' 14" OL | 14514  | Meer afbeeldingen |
| Op hoop van beter; Forse boerderij van het langhuistype, de topgevel met vlechtingen gemetseld | Boerderij                | 18e eeuw                     |                                                                                     | Meentweg 75           | 52° 15' 49" NB, 5° 16' 16" OL | 14515  | Meer afbeeldingen |
| Meentweg 83; Forse boerderij met gepleisterde voorgevel, zesruitsschuifvensters met luiken behangen | Boerderij                | ca. 1850                     |                                                                                     | Meentweg 83           | 52° 15' 55" NB, 5° 16' 17" OL | 14516  | Meer afbeeldingen |
| Wakkerendijk 9 | Werk-woonhuis            | 18e eeuw (bouw) 1964 (rest.) |                                                                                     | Wakkerendijk 9        | 52° 15' 7" NB, 5° 16' 2" OL   | 14517  | Meer afbeeldingen |
| Pieterskerk; Nederlands hervormde kerk | Kerk en kerkonderdeel    | 1439                         | E.A. Canneman                                                                       | Wakkerendijk 49       | 52° 13' 54" NB, 5° 15' 34" OL | 14518  | Meer afbeeldingen |
| Stadwijk; | Boerderij                | 1851                         |                                                                                     | Wakkerendijk 52       | 52° 14' 57" NB, 5° 15' 54" OL | 14519  | Meer afbeeldingen |
| Pastorie Sint-Nicolaaskerk; | Kerk en kerkonderdeel    | 1845                         | H. Smit                                                                             | Wakkerendijk 58       | 52° 14' 54" NB, 5° 15' 54" OL | 14520  | Meer afbeeldingen |
| Wolfsstede; Boerderij, langhuistype, topgevel, vensters met kleine roeden | Boerderij                | 18e eeuw                     |                                                                                     | Wakkerendijk 88       | 52° 14' 46" NB, 5° 15' 49" OL | 14521  | Meer afbeeldingen |
| Wakkerendijk 94; Boerderij van het langhuistype, lage topgevel met vlechtingen gemetseld en 9-ruitsschuiframen                                                                                           | Boerderij                | 1865 (ankers)                |                                                                                     | Wakkerendijk 94       | 52° 14' 43" NB, 5° 15' 48" OL | 14522  | Meer afbeeldingen |
| Wakkerendijk 96-98; Landelijke woning met zadeldak met riet gedekt, gevat tussen topgevels met vlechtingen vensters met kleine roedenverdeling voor wat het beneden gedeelte betreft met luiken voorzien | Woonhuis                 | ca. 1790                     |                                                                                     | "Wakkerendijk 96; 98" | 52° 14' 44" NB, 5° 15' 50" OL | 14523  | Wakkerendijk 96-98; Landelijke woning met zadeldak met riet gedekt, gevat tussen topgevels met vlechtingen vensters met kleine roedenverdeling voor wat het beneden gedeelte betreft met luiken voorzien |
| De tijd zal 't leren; Forse boerderij van het langhuistype, de topgevel met vlechtingen gemetseld | Boerderij                | 18e eeuw                     |                                                                                     | Wakkerendijk 104      | 52° 14' 40" NB, 5° 15' 47" OL | 14524  | Meer afbeeldingen |
| Wakkerendijk 106; Forse boerderij van het langhuistype, de topgevel met vlechtingen gemetseld | Boerderij                | 18e eeuw                     |                                                                                     | Wakkerendijk 106      | 52° 14' 39" NB, 5° 15' 48" OL | 14525  | Meer afbeeldingen |
| Wakkerendijk 116; Forse boerderij van het langhuistype, de topgevel met vlechtingen gemetseld | Boerderij                | 1876                         |                                                                                     | Wakkerendijk 116      | 52° 14' 34" NB, 5° 15' 46" OL | 14526  | Meer afbeeldingen |
| Wakkerendijk 140; Boerderij van het langhuistype met gepleisterde voorgevel, rechts van de voordeur een opkamer, zesruitsschuifvensters met luiken behangen                                              | Boerderij                | 18e eeuw                     |                                                                                     | Wakkerendijk 140      | 52° 14' 22" NB, 5° 15' 40" OL | 14527  | Meer afbeeldingen |
| Wakkerendijk 158; Boerderij van het langhuistype | Boerderij                | ca. 1790                     |                                                                                     | Wakkerendijk 158      | 52° 14' 17" NB, 5° 15' 39" OL | 14528  | Meer afbeeldingen |
| Wakkerendijk 166; Boerderij, chaletvorm, langhuis midden | Boerderij                | midden 19e eeuw              |                                                                                     | Wakkerendijk 166      | 52° 14' 12" NB, 5° 15' 35" OL | 14529  | Meer afbeeldingen |
| Wakkerendijk 168-170; Voormalig tolhuis, tot bungalow verbouwd | Boerderij                | 18e eeuw                     |                                                                                     | Wakkerendijk 168,170  | 52° 14' 11" NB, 5° 15' 37" OL | 14530  | Meer afbeeldingen |
| De Eendracht; Boerderij topgevel met afgewolfd dak, horizontale getande laag, ramen met bogen en natuurstenen blokken, bovenverdieping vensters met 3/4 luiken                                           | Boerderij                | 1661                         |                                                                                     | Wakkerendijk 178      | 52° 14' 7" NB, 5° 15' 34" OL  | 14531  | Meer afbeeldingen |
| Wakkerendijk 188; Forse boerderij van het langhuistype, de topgevel met vlechtingen gemetseld | Boerderij                | ca 1815                      |                                                                                     | Wakkerendijk 188      | 52° 14' 2" NB, 5° 15' 33" OL  | 14532  | Meer afbeeldingen |
| Wakkerendijk 202; Boerderij met riet gedekte bekapping aan voor en achterzijde afgewolfd | Boerderij                | 18e eeuw                     |                                                                                     | Wakkerendijk 202      | 52° 13' 55" NB, 5° 15' 29" OL | 14533  | Meer afbeeldingen |
| Voormalige pastorie van de Pieterskerk; Landhuis | Kerkelijke dienstwoning  | vroeg 19e eeuw (uiterlijk)   |                                                                                     | Wakkerendijk 226      | 52° 13' 53" NB, 5° 15' 28" OL | 14534  | Meer afbeeldingen |
| Wakkerendijk 258; Boerderij met topgevel, langhuis | Boerderij                | 18e eeuw                     |                                                                                     | Wakkerendijk 258      | 52° 13' 40" NB, 5° 15' 24" OL | 14535  | Meer afbeeldingen |
| Gemaal Eemnes | Gemaal                   | 1883, 1923                   |                                                                                     | Korte Maatsweg        | 52° 14' 52" NB, 5° 18' 10" OL | 516168 | Gemaal Eemnes |
| Eemnessersluis | Waterkering en -doorlaat | 1880                         |                                                                                     | Korte Maatsweg        | 52° 14' 53" NB, 5° 18' 21" OL | 516169 | Meer afbeeldingen |